# Afroleptomydas rudebecki
Afroleptomydas rudebecki is een vliegensoort uit de familie Mydidae. De wetenschappelijke naam van de soort is, geplaatst in het geslacht Leptomydas, voor het eerst geldig gepubliceerd in 1959 door Bequaert.
De soort komt voor in Namibië.